# Tseten Dolma
Tseten Dolma (tibetano: ཚེ་བརྟན་སྒྲོལ་མ།, Wylie: Tshe brtan Sgrol ma, ZYPY: Cedain Zhoima, IPA Lhasa: [t͡sétɛ ɖø ː ma]; chino: 才 旦 卓玛, pinyin: Cáidàn Zhuómǎ), es una cantante china de origen tibetano de voz soprano. Nació el 1 de agosto de 1937 en el seno de una familia rural en Shigatse, Tíbet. Tsetsun fue influenciada por la música tradicional tibetana desde muy temprana edad y estrenada para participar en el teatro en 1956.
En 1958 se incorporó al Conservatorio de Música de Shanghái, su profesor fue Wang Pinsu. Ella ha formó parte de la sucursal del Tíbet en la Asociación de Músicos chinos desde 1960. Entre ellos el presidente, director y vicepresidente del CMA, subsecretario de Oficina de Asuntos Culturales de la Región Autónoma del Tíbet.

## Obras famosas
Tsetsun Dolma es famosa por sus siguientes canciones:
- On the Golden Mountain of Beijing (《在北京的金山上》)
- Emancipated Serfs Sing Proudly (《翻身农奴把歌唱》)
- Flying goose (《远飞的大雁》)
- Heart Song (《唱起心中的歌》)
- Happy Songs (《幸福的歌声》)
- Spring Wind Waves in My Heart (《春风在心中荡漾》)
- Lhobas are Flying High (《珞巴展翅飞翔》)